# Christian Friedrich Wilhelm Roller
Christian Friedrich Wilhelm Roller (Pforzheim, 11 gennaio 1802 – Achern, 3 gennaio 1878) è stato uno psichiatra tedesco.

## Carriera
Roller studiò medicina presso le università di Tubinga e Gottinga e, dopo la laurea, tornò a Pforzheim per esercitare la professione medica. Nel 1827 divenne assistente presso un'istituzione psichiatrica di Heidelberg e dal 1835 al 1842 fu direttore dell'asilo.
Al manicomio di Heidelberg fu angosciato dalle condizioni che sperimentò e, in collaborazione con il medico Friedrich Groos (1768-1852), sviluppò piani per la costruzione di una struttura più grande e moderna. Più tardi i suoi piani divennero realtà quando nel 1842 fondò una casa di cura (Heil- und Pflegeanstalt Illenau) ad Achern, dove fu direttore  fino alla sua morte nel 1878.

## Opere principali
- Die Irrenanstalt nach allen ihren Beziehungen dargestellt, 1831.
- Psychiatrische Zeitfragen aus dem Gebiet der Irrenfürsorge in und außer den Anstalten und ihren Beziehungen zum staatlichen und gesellschaftlichen Leben, 1874.